# Pakistan op de Olympische Zomerspelen 2016
Pakistan nam deel aan de Olympische Zomerspelen 2016 in Rio de Janeiro, Brazilië. Het land had een selectie bestaande uit zeven atleten, actief in vier verschillende sporten. Daarmee was de olympische equipe driemaal kleiner dan in 2012, toen Pakistan nog meedeed in het mannenhockeytoernooi. De Pakistaanse ploeg was een week voor de sluitingsceremonie klaar; de ploeg won geen medailles.

## Deelnemers en resultaten
(m) = mannen, (v) = vrouwen 

### Atletiek
| Olympiër      | Discipline | Resultaat | Prestatie              |
| ------------- | ---------- | --------- | ---------------------- |
| Mehboob Ali   | 400m (m)   | 47e       | serie 2: 6de in 48,37  |
|               |            |           |                        |
| Najma Parveen | 400m (v)   | 70e       | serie 6: 8ste in 26,11 |

### Judo
| Olympiër          | Discipline | Resultaat | Prestatie                                              |
| ----------------- | ---------- | --------- | ------------------------------------------------------ |
| Shah Hussain Shah | –100kg (m) | 17e       | 1ste ronde: vrij 2de ronde: V van UKR Blosjenko: ippon |

### Schietsport
| Olympiër                 | Discipline              | Resultaat | Prestatie                                                      |
| ------------------------ | ----------------------- | --------- | -------------------------------------------------------------- |
| Ghulam Mustafa Bashir VO | 25m snelvuurpistool (m) | 18e       | kwalificatie: 18de met 571 punten (287-284)                    |
|                          |                         |           |                                                                |
| Minhal Sohail            | 10m luchtgeweer (v)     | 28e       | kwalificatie: 28ste met 413,2 punten (102,5-104,1-104,5-102,1) |

### Zwemmen
| Olympiër     | Discipline          | Resultaat | Prestatie               |
| ------------ | ------------------- | --------- | ----------------------- |
| Haris Bandey | 400m vrije slag (m) | 50e       | serie 1: 3de in 4.33,13 |
|              |                     |           |                         |
| Lianna Swan  | 50m vrije slag (v)  | 64e       | serie 5: 7de in 29,02   |